# Amphiesma popei
Amphiesma popei е вид влечуго от семейство Смокообразни (Colubridae). Видът е незастрашен от изчезване.

## Разпространение
Разпространен е във Виетнам и Китай (Гуандун, Гуанси, Гуейджоу, Хайнан, Хунан и Юннан).

## Описание
Популацията на вида е стабилна.